# Cerco de Sarajevo
O cerco de Sarajevo foi o mais longo cerco da história da guerra moderna, tendo sido realizado pelas forças sérvias da autoproclamada República Srpska e do Exército Popular Iugoslavo. Durou de 5 de abril de 1992 a 29 de Fevereiro de 1996, durante a Guerra da Bósnia, entre as mal equipadas Forças de Defesa da Bósnia e Herzegovina, o Exército Popular Iugoslavo e o Exército da República Srpska, situados nas colinas que rodeiam a cidade.
Após a Bósnia e Herzegovina fazerem sua declaração de independência da República Socialista Federativa da Iugoslávia, os Sérvios Bósnios, cujo objetivo estratégico era criar um novo Estado sérvio da República Srpska, o qual incluiria parte do território da Bósnia e Herzegovina, cercaram Sarajevo com uma força de cerca de 18 000 homens. Baseados nas colinas circundantes, assaltaram a cidade com armamento pesado, que incluía artilharia, morteiros, tanques, canhões antiaéreos, metralhadoras pesadas, lançadores múltiplos de foguetes, mísseis lançados de aeronaves e rifles sniper. Em 2 de maio de 1992, os sérvios bloquearam a cidade. As forças de defesa do governo bósnio, que estavam muito mal equipadas, foram incapazes de romper o cerco.
Estima-se que mais de 12 000 pessoas foram mortas e 50 000 feridas durante o cerco, sendo 85% das vítimas civis. Por causa dessas mortes e da migração forçada, em 1995, a população da cidade caiu para 334 663 pessoas (64% da população de antes da guerra).
Em janeiro de 2003, a Câmara de Julgamento do Tribunal Penal Internacional para a ex-Iugoslávia condenou o primeiro comandante do Corpo de Sarajevo Romanija, Stanislav Galić, pelas campanhas de terror, que incluíram bombardeios e franco-atiradores, contra Sarajevo, principalmente o massacre do mercado Markale. O General Galić foi condenado à prisão perpétua por crimes contra a humanidade durante o cerco. Em 2007, o general sérvio Dragomir Milosevic, que havia substituído Galić no cargo de comandante do Corpo de Sarajevo Romanija, foi considerado culpado dos mesmos crimes e condenado a 33 anos de prisão. A Câmara de Primeira Instância concluiu que o mercado Markale foi atingido em 28 de Agosto de 1995 por um morteiro de 120 mm disparado a partir de posições do Corpo de Sarajevo Romanija.

## Antecedentes
Desde a sua criação após a Segunda Guerra Mundial, o governo da República Socialista Federativa da Iugoslávia manteve uma estreita vigilância sobre o sentimento nacionalista entre os vários grupos étnicos e religiosos que compunham o país, pois isso poderia ter levado ao caos e à dissolução do Estado. Quando que Josip Broz Tito morreu em 1980 — antigo líder da Iugoslávia — essa política de contenção sofreu uma reversão drástica. O nacionalismo experimentou um renascimento na década seguinte, após retaliações em Kosovo. Enquanto o objetivo dos sérvios nacionalistas era centralização de uma Iugoslávia dominada pelos sérvios, outras nacionalidades na Iugoslávia aspiravam à federalização e à descentralização do estado.
Em 18 de novembro de 1990, as primeiras eleições parlamentares multipartidárias foram realizadas na Bósnia e Herzegovina — com um segundo turno em 2 de dezembro. Eles resultaram em uma assembleia nacional dominada por três partidos de base étnica, que formaram uma coalizão solta para expulsar os comunistas do poder. As subsequentes declarações de independência da Croácia e Eslovênia e a guerra que se seguiu colocaram a Bósnia e Herzegovina e seus três povos constituintes em uma posição incômoda. Uma divisão significativa logo se desenvolveu sobre a questão de ficar com a federação iugoslava — predominantemente favorecida entre os sérvios; ou buscar a independência — predominantemente favorecida entre bósnios e croatas. Ao longo de 1990, o Plano RAM foi desenvolvido pela Administração de Segurança do Estado (SDB ou SDS) e um grupo de oficiais sérvios selecionados do Exército Popular Iugoslavo (JNA) com o propósito de organizar sérvios fora da Sérvia, consolidando o controle do recém-criado Partido Democrático Sérvio (SDP), e o pré-posicionamento de armas e munições. O plano pretendia preparar a estrutura para uma terceira Iugoslávia na qual todos os sérvios com seus territórios viveriam de forma unificada no mesmo estado. Ciente desta intenção, o governo da Bósnia aprovou o "Memorando sobre Soberania" através de uma ação para reabrir o Parlamento — após Momčilo Krajišnik tê-lo fechado e os políticos sérvios terem saído. Com isso, o governo da Bósnia e Herzegovina conseguiu declarar independência da Iugoslávia em março de 1992, seguido pelo estabelecimento da Assembleia Nacional da Sérvia pelos sérvios da Bósnia.

## Barbárie

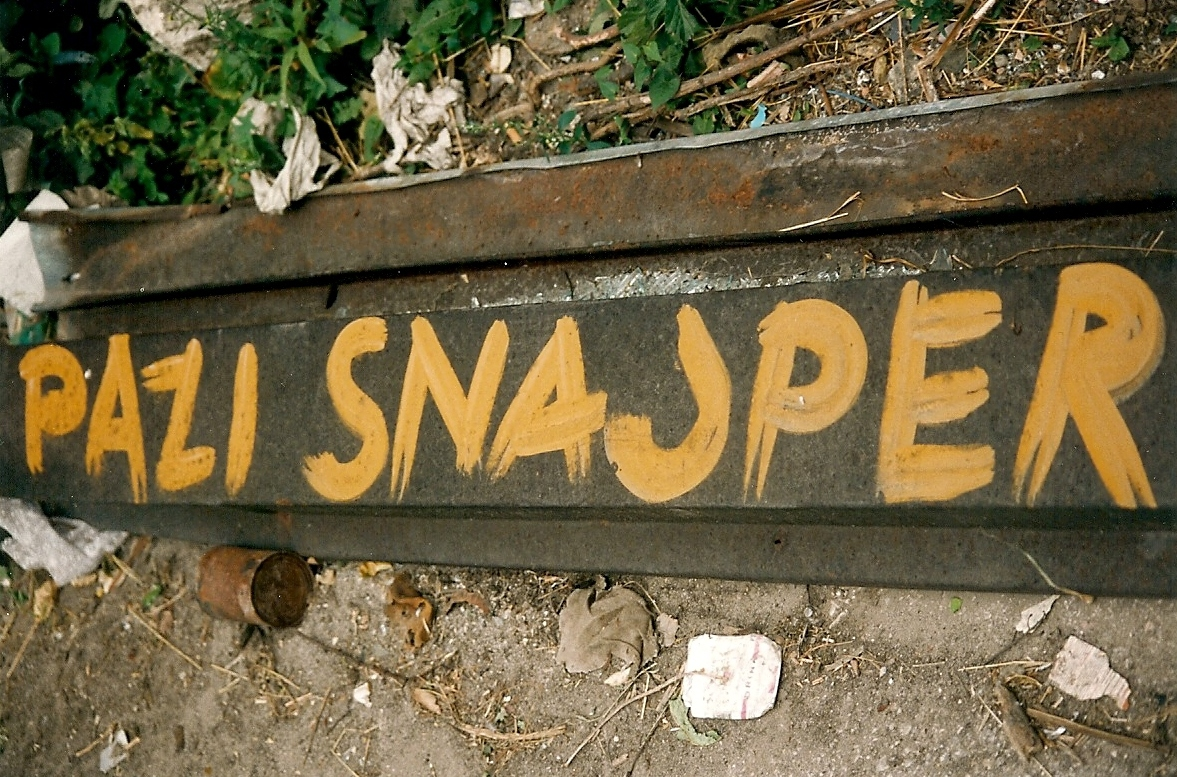
Um dos vários sinais de alerta em Sarajevo, com o seguinte aviso: Pazi, Snajper

Na segunda metade de 1992 e primeira metade de 1993, ocorreu o auge do cerco de Sarajevo, com atrocidades acometidas durante combates intensos. Forças sérvias fora da cidade bombardearam continuamente os defensores do governo. Dentro da cidade, os sérvios controlavam a maioria das principais posições militares e o fornecimento de armas. Com atiradores se posicionando na cidade, cartazes escrito Cuidado, Sniper!, tornaram-se comuns em zonas de conflitos, com algumas ruas conhecidas como "becos de atiradores". Os assassinatos de Admira Ismić e Boško Brkić — casal bósnio-sérvio que tentaram cruzar as linhas — por franco-atiradores, tornaram-se símbolo de sofrimento na cidade e tema do documentário Romeo and Juliet in Sarajevo (1994), não se sabendo ao certo a origem do(s) atirador(es).
Nas áreas controladas pelos bosníacos em Sarajevo, os serviços públicos entraram em colapso e a taxa de criminalidade disparou. Durante o primeiro ano do cerco, a 10.ª Divisão de Montanha da ARBiH, liderada pelo comandante Mušan Topalović, engajou-se em uma campanha de execuções em massa de civis sérvios que ainda viviam em suas áreas controladas. Muitas das vítimas foram transportadas para o fosso de Kazani, onde foram executadas e enterradas em uma vala comum.